# 卡萊尼基 (波爾塔瓦州)
卡萊尼基（羅馬化：Kalenyky）是烏克蘭中部波爾塔瓦州波爾塔瓦區雷舍蒂利夫卡市鎮內的村莊。該村處於普肖爾河左岸，分別距離蘇霍拉比夫卡4公里和希利夫卡5公里，海拔高度80米，2001年人口617。